# Альгази, Гади
Гади Альгази (Gadi Algazi; род. 2 октября 1961, Тель-Авив) — израильский историк-медиевист, специалист по социальной и культурной истории позднего Средневековья и раннего Нового времени. Доктор философии (1992), профессор Тель-Авивского университета. Лауреат премии Монтальчини (2020).
Изучал историю, исламоведение и французскую литературу в Тель-Авиве и Геттингене. В 1992 году получил докторскую степень — в Геттингенском университете, доктора философии. Стипендиат Гумбольдта (1998/9).
С 2008 года член редколлегии Past & Present. В 2001—2012 гг. старший редактор журнала History & Memory.
Его исследования посвящены исторической антропологии, социокультурной истории позднего средневековья — раннего Нового времени, истории науки и колониальной истории.
Исследователь творчества историка Отто Бруннера.